# محمد بنيحيى
محمد بنيحيى هو صحفي وسياسي مغربي ونائب برلماني سابق وُلد في مدينة تنالت في المغرب في عام 1939، وكان عضوًا في الاتحاد الاشتراكي للقوات الشعبية إبان فترة الحماية الفرنسية على المغرب. توفي محمد بنيحيى في العاصمة الفرنسية باريس في 19 أغسطس عام 2008.
نشط محمد بنيحيى كعضو في الحركة الطلابية للاتحاد الوطني لطلاب المغرب خلال سبعينيات القرن العشرين، وناضل مع أعضاء الحركة للدفاع عن حقوق الطلاب.

## مسيرته المهنية
عمل محمد بنيحيى في مجال الصحافة وتنقل بين عدد من المؤسسات الصحفية المغربية حتى أسس في عام 1981 جريدة البلاغ المغربي الأسبوعية التي كانت تصدر باللغة العربية، كما عمل في راديو فرنسا الدولي، ثُم في وكالة الأنباء الفرنسية (فرانسبريس)، وفي عام 1997 انتُخب عضوًا في البرلمان المغربي، ثُم أعيد انتخابه كنائب برلماني عن مدينة أكادير لفترة ثانية في الانتخابات التشريعية لعام 2002.
انضم محمد بنيحى لحزب الاتحاد الاشتراكي للقوات الشعبية، وترأس اللجنة التحضيرية للمؤتمر الثامن لحزب الاتحاد الاشتراكي للقوات الشعبية

## وفاته
توفي محمد بنيحيى في 19 أغسطس عام 2008 بإحدى مستشفيات باريس في فرنسا عن عُمر ناهز 69 عامًا، ودُفن جثمانه في مدينة مكناس في المغرب.